# Dystopia (Band)
Dystopia (dt.: Dystopie) war eine Sludge-Band aus Orange County, Kalifornien.

## Bandgeschichte
Dystopia gründete sich 1991 im Line-up Dan Kaufman (Gesang),  Matt „Mauz“ Parrillo (Gitarre), Todd Kiessling (Bass) und Dino Sommese (Schlagzeug) in Orange County (Kalifornien). 1992 erschien ein erstes Demo. Mit Dan Kaufman spielte die Gruppe danach Lieder für zwei Split-EPs ein. Erst als 1993 Kaufman ausstieg und Parrillo den Gesang übernahm, wurden diese Aufnahmen über Misanthropic Records und Life Is Abuse veröffentlicht. Die Vinyl-EP Human = Garbage erschien 1994 mit fünf neuen Liedern und Parrillo am Gesang. Die CD-Version geriet zu einem Art Best-of, da man alle bisher veröffentlichten Aufnahmen mit auf die CD presste. Mit den ersten Aufnahmen ging die Band auch auf Tour und spielte verschiedene Shows in den Vereinigten Staaten. Es erschienen weitere EPs, die Gruppe geht zweimal auf Europatournee.
1997 zogen Matt „Mauz“ Parrillo und Dino Sommese nach Oakland um. 1999 erschien mit The Aftermath eine weitere Kompilation mit alten Aufnahmen. Anfang der 2000er beschließt die Gruppe getrennte Wege zu gehen. Zwischen 2004 und 2005 nahm Dystopia ihr finales Album auf, das jedoch erst 2008 veröffentlicht wurde.

## Musikstil
Die Band bezeichnet sich als doom-ridden, metal-laced, down-tuned punk with a „love earth - hate people“ philosophy (dt. etwa: Doom-geplagter, Metal-durchsetzter, heruntergestimmter Punk mit einer „liebe die Erde - hasse die Menschen“-Philosophie). Die Texte bis 1997 sind daher sehr sarkastisch gehalten und thematisieren meist politische Zusammenhänge. Insbesondere auf den ersten Alben lassen sich jedoch auch persönliche Lyrics finden. Die späteren Alben thematisieren eher menschliche Beziehungen.
Musikalisch bewegt sich die Gruppe im Sludge-Genre, das heißt die Musik ist sehr langsam und enthält Anleihen aus dem Doom Metal. Gerade am Anfang sind auch Einflüsse des Grind- und Crustcores erkennbar, die jedoch später einem eher death-metal-artigen Sound wichen.

## Diskografie

### Alben
- 1994: Human = Garbage (Kompilation)
- 1999: The Aftermath (Kompilation)
- 2008: Dystopia

### EPs
- 1994: Human = Garbage
- 1997: Backstabber
- 1997: The Aftermath

### Split-EPs
- 1993: mit Grief (7’’)
- 1993: mit Embittered (7’’)
- 1995: mit Suffering Luna (7’’)
- 1996: Blessed Are the Worms … For They Shall Inherit This Barren Dirt! (CD/LP mit Skaven)
- 2001: Twin Threat to Your Sanity (2x7’’ mit Noothgrush, Bongzilla und Corrupted)

### Demos
- 1992: Live in the Studio